# Geschäftshaus Wachsmuth
Das Geschäftshaus Wachsmuth befindet sich in Bremen, Stadtteil Mitte, Ortsteil Ostertor, Auf den Häfen 12 bis 15. Es entstand 1908 nach Plänen von Fritz Dunkel. 
Das Gebäude steht seit 1992 unter Bremer Denkmalschutz.

## Geschichte
Das viergeschossige, verputzte Geschäftshaus wurde 1908 für den Kaufmann Friedrich Wachsmuth im Stil der Jahrhundertwende gebaut. Wachsmuth war eine Firma für Wand- und Fußbodenbekleidungen. Unten befand sich  der Laden, darüber die Büros und Lager. 
 
2014 wurde das Haus zwangsversteigert. Heute (2018) sind ein gastronomischer Betrieb der Szene, ein Geschäft, Büros und ein Studio untergebracht.